# Спорт Ресіфі
«Спорт Ресіфі» (порт. Sport Club do Recife) — бразильський футбольний клуб з міста Ресіфі, штат Пернамбуку. Клуб є одним з трьох грандів свого штату (нарівні з «Санта-Крузом» і «Наутіко Ресіфі»), що приєднався членом Клубу Тринадцяти, організації найпопулярніших і титулованих клубів Бразилії.

## Історія

### Чемпіонський титул
Незважаючи на те, що «Спорт» набагато випереджає своїх суперників по штату по чемпіонських титулів в Лізі Пернамбукано (35 проти 24 у «Санта-Круза» і 21 у «Наутіко»), ця команда ніколи не розглядалася як один з провідних клубів Бразилії, багато в чому завдяки тому, що чемпіонат штату Пернамбуку в ієрархії бразильських штатів завжди займав 6—7 місця.
Цього положення не змінив навіть чемпіонський титул в 1987 році. У цьому році група з 13 найтитулованіших і популярних команд Бразилії заснували Клуб Тринадцяти і вийшли з-під юрисдикції КБФ, заснувавши власну першість. Чемпіоном Клубу Тринадцяти став знаменитий «Фламенго», і зі спортивної точки зору цей турнір є просто несумісним з офіційним чемпіонатом під егідою КБФ, організованому за залишковим принципом. Головна футбольна організація країни все ж домовилася з двома кращими клубами паралельного турніру про об'єднавчі матчі. Але в найостанніший момент «Фламенго» і «Інтернасьонал» відмовилися від матчів з «Спортом» і «Гуарані (Кампінас)Гуарані». Таким чином, «Спорт», перемігши «Гуарані», став офіційним чемпіоном Бразилії, визнаним ФІФА, КБФ і тими командами, які не входили до Клубу Тринадцяти. У наступному році «Спорт» представляв Бразилію в Кубку Лібертадорес.
На цей момент все ж таки прийнято вважати, що у 1987 році в Бразилії було виявлено 2 чемпіони — «Спорт» і «Фламенго».

## Символи

### Стадіон
Команда виступає на стадіоні «Ілля ду Ретіро», що брав один з матчів чемпіонату світу 1950 року (Чилі — США – 5:2). Стадіон вміщує 45 500 глядачів.

### Талісман
Символом команди є лев, він уособлює королівське домінування команди у своєму штаті й регіоні.

### Форма
- Основна форма команди: червоні футболки в горизонтальну широку чорну смужку на грудях, чорні шорти і гетри.
- Запасна форма: білі футболки, шорти і гетри.

## Досягнення
- Чемпіонат штату Пернамбуку (41): 1916, 1917, 1920, 1923, 1924, 1925, 1928, 1938, 1941, 1942, 1943, 1948, 1949, 1953, 1955, 1956, 1958, 1961, 1962, 1975, 1977, 1980, 1981, 1982, 1988, 1991, 1992, 1994, 1996—2000, 2003 2006—2010, 2014 року, 2017
- Чемпіони Бразилії (1): одна тисяча дев'ятсот вісімдесят сім
- Чемпіон Бразилії в Серії B (1): 1990
- Кубок Бразилії (1): 2008
- Фіналіст Кубка Бразилії (1): 1 989

## Відомі гравці
- Адемір (1939—1942, 1957)
- Вава (1949—1950)
- Кампуш Фрейтас (1959—1964) (другий бомбардир в історії клубу — 159 голів)
- Дурвал (2006—2009)
- Жуніньо Пернамбукано (1993—1994)
- Манга Аїлтон (1955—1959)
- Марселіньо Параїба (2010—2012)
- Марсилио де Агійяр (1930—1936)
- Сісіньйо (2012—2013)
- Трасайя (1955—1963) (кращий бомбардир в історії клубу — 202 голи)
- Фініньо (2009)

## Знамениті тренери
- Еніо Андраде (1977, 1986)
- Емерсон Леао (1987—1988, 2000., 2009)
- Антоніо Лопес (1988)
- Жилсон Нуньєс (1993)
- Рікардо Гомес (1999)
- Селсо Рот (2000)
- Жаір Перейра (2001)
- Едін (2005)
- Дорівал Жуніор (2005—2006)
- Тоніньйо Серезо (2010)
- Пауло Роберто Фалькао (2015—2016)
- Освалдо де Олівейра (2016)
- Ній Франко (2017)
- Вандерлей Лушембургу (2017)